# Lijst van voetbalinterlands Amerikaanse Maagdeneilanden - Antigua en Barbuda
Deze lijst van voetbalinterlands is een overzicht van alle officiële voetbalwedstrijden tussen de nationale teams van de Amerikaanse Maagdeneilanden en Antigua en Barbuda. De landen speelden tot op heden drie keer tegen elkaar. De eerste ontmoeting was een kwalificatiewedstrijd voor het Wereldkampioenschap voetbal 2014 op 6 september 2011 in Frederiksted. Het laatste duel, een kwalificatiewedstrijd voor het Wereldkampioenschap voetbal 2022, vond plaats in Christiansted op 27 maart 2021.

## Wedstrijden
| № | Plaats        | Datum            | Competitie           | Wedstrijd                                        | Uitslag |
| - | ------------- | ---------------- | -------------------- | ------------------------------------------------ | ------- |
| 1 | Frederiksted  | 6 september 2011 | WK 2014 kwalificatie | Amerikaanse Maagdeneilanden − Antigua en Barbuda | 1 − 8   |
| 2 | Saint John's  | 11 oktober 2011  | WK 2014 kwalificatie | Antigua en Barbuda − Amerikaanse Maagdeneilanden | 10 − 0  |
| 3 | Christiansted | 27 maart 2021    | WK 2022 kwalificatie | Amerikaanse Maagdeneilanden − Antigua en Barbuda | 0 − 3   |

## Samenvatting
| Competitie      | Totaal gespeeld | Winst Am. Maagdeneil. | Gelijk | Winst Antig. en Barb. | Doelsaldo Am. Maagdeneil. – Antig. en Barb. |
| --------------- | --------------- | --------------------- | ------ | --------------------- | ------------------------------------------- |
| WK-kwalificatie | 3               | 0                     | 0      | 3                     | 1 − 21                                      |
| Totaal          | 3               | 0                     | 0      | 3                     | 1 − 21                                      |

Wedstrijden bepaald door strafschoppen worden, in lijn met de FIFA, als een gelijkspel gerekend.